# Космонавт (фильм, 2024)
«Космонавт» (англ. Spaceman) — научно-фантастический драматический фильм режиссёра Юхана Ренка. Экранизация фантастического романа 2017 года Ярослава Калфаржа «Космонавт Богемии».
Мировая премьера фильма состоялась 21 февраля 2024 года на 74-м Берлинском международном кинофестивале, а ограниченный релиз в кинотеатрах состоялся 23 февраля 2024 года, после чего фильм вышел на Netflix 1 марта 2024 года.

## Сюжет
В ближайшем будущем астрономы обнаружили в районе Юпитера загадочное облако пыли, названное Чопра. Для исследования этого явления необходимо отправить пилотируемую экспедицию, но все космические державы отказываются от этой опасной затеи. Чешский астрофизик Якуб Прохазка вызывается добровольцем и отправляется в одиночный полёт на 6 месяцев. За время путешествия он переживает сильную депрессию. На Земле он оставил беременную супругу Ленку и она не хочет выходить на связь. На борту корабля Якуб обнаруживает пришельца, внешне похожего на огромного паука с телепатическими способностями. Космонавт даёт гостю имя Гануш (в честь известного чеха) и оказывается, что пришелец представитель древней инопланетной расы. Как и землянин, он путешествует по космосу и, заметив страдания Якуба, решает скрасить его одиночество. Двое ведут философские разговоры о смысле жизни, общении людей. Изучая воспоминания Якуба, Гануш добирается до причин возникновения проблем во взаимоотношениях Якуба с Ленкой.
Когда экспедиция добирается до цели, оказывается, что Гануш при смерти. Неизлечимая болезнь уничтожила всю его расу и он отправляется внутрь облака, чтобы закончить свой жизненный путь. Облако, как оказалось, является остатком Большого взрыва, сформировавшего Вселенную, и время течёт в нём не так как в окружающем пространстве. Якуб временно останавливает болезнь Гануша с помощью дезинфектора и отправляется с ним в облако. Гануш раскрывает, что главной силой человечества является надежда, в том числе и надежда Якуба о Ленке и их будущем. Якуб благодарит Гануша за всё и отдаёт ему напоследок свою банку пасты из фундука, которая понравилась Ганушу при их встрече. В итоге Гануш погибает от болезни, а Якуб остаётся дрейфовать в космосе размышляя о том, что единственное сохраняющее его связь с миром это любовь к Ленке. Якуба подбирает команда космического корабля из Южной Кореи. Он остался жив и Ленка согласилась выйти с ним на сеанс связи.

## В ролях
- Адам Сэндлер — Якуб Прохазка
- Кэри Маллиган — Ленка Прохазка
- Пол Дано — Гануш (голос)
- Кунал Найяр — Петер
- Изабелла Росселлини — Тума
- Лена Олин — Здена, мама Ленки

## Производство
В октябре 2020 года стало известно, что Netflix экранизирует роман «Космонавт Богемии», режиссёром фильма станет Юхан Ренк, а главную роль исполнит Адам Сэндлер. В апреле 2021 года Кэри Маллиган вошла в актёрский состав, а проект получил название «Космонавт». 19 апреля 2021 года было объявлено, что к актёрскому составу присоединились Пол Дано и Кунал Найяр.
Съёмки фильма начались в июне 2021 года и завершились 1 июля 2021 года.
Мировая премьера фильма состоялась 20 февраля 2024 года на 74-м Берлинском международном кинофестивале в рамках секции Berlinale Special. Релиз фильма запланирован на 1 марта 2024 года, ранее его выход в прокат ожидался в 2023 году, однако он был отложен из-за последствий забастовки SAG-AFTRA.